# Heinrich V. (Görz)
Heinrich V. von Görz († 1362) war ein Görzer Graf, welcher im Zeitraum des Hochmittelalters lebte und wirkte.
Heinrich V. entstammte der zweiten Ehe des meinhardinischen Grafen Albert II. von Görz mit Euphemia von Mätsch. Im Jahre 1338 trat er gemeinsam mit seinen (Halb-)Brüdern  Meinhard VI. und Albert III. das Erbe ihres Cousins Johann Heinrich IV. von Görz an. Im Jahre 1349 wurde er zum Generalkapitän des Friauls ernannt. Heinrich V. war mit Cigliola von Carrara, Tochter von Herzog Jakob, verheiratet.

## Weblink
- GenMa

| Vorgänger           | Amt                                                                                       | Nachfolger   |
| ------------------- | ----------------------------------------------------------------------------------------- | ------------ |
| Johann Heinrich IV. | Graf von Görz, gemeinsam mit Albert III. (bis 1365) und Meinhard VI. (bis 1385) 1338–1361 | Meinhard VI. |

| Personendaten    | Personendaten   |
| ---------------- | --------------- |
| NAME             | Heinrich V.     |
| KURZBESCHREIBUNG | Graf von Görz   |
| GEBURTSDATUM     | 14. Jahrhundert |
| STERBEDATUM      | 1362            |